# Гаутегіс-Артеага
Гаутегіс-Артеага, Гаутегіс-де-Артеага (баск. Gautegiz-Arteaga, ісп. Gautéguiz de Arteaga, офіційна назва Gautegiz Arteaga) — муніципалітет в Іспанії, у складі автономної спільноти Країна Басків, у провінції Біская. Населення — 875 осіб (2009).
Муніципалітет розташований на відстані близько 340 км на північ від Мадрида, 24 км на північний схід від Більбао.
На території муніципалітету розташовані такі населені пункти: (дані про населення за 2009 рік)
- Басечета: 48 осіб
- Канала: 65 осіб
- Селаєта: 680 осіб
- Ісла: 62 особи
- Еррекальде: 20 осіб

## Демографія
Динаміка населення (INE ):

## Галерея зображень

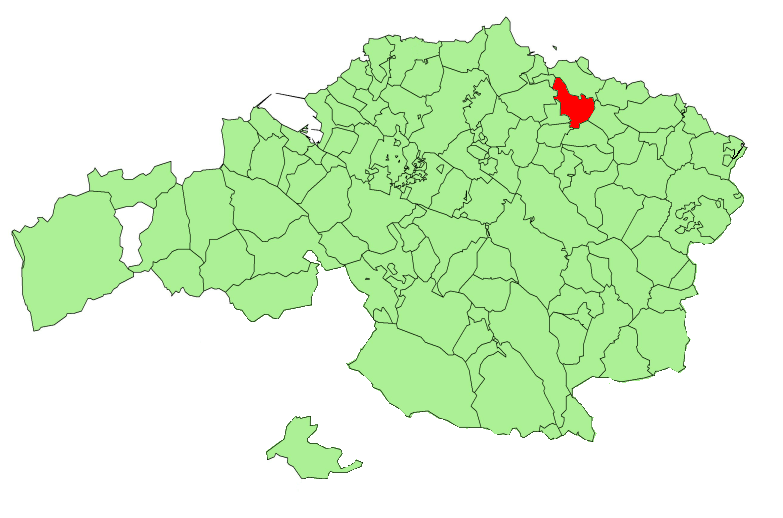
Розташування муніципалітету
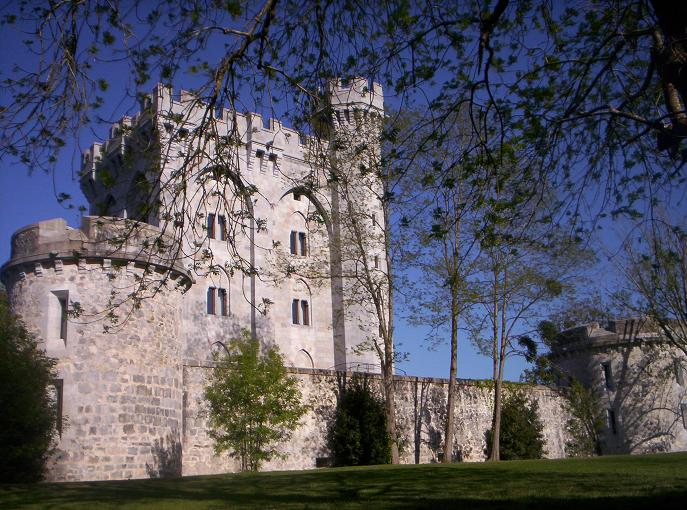
Замок Артеага
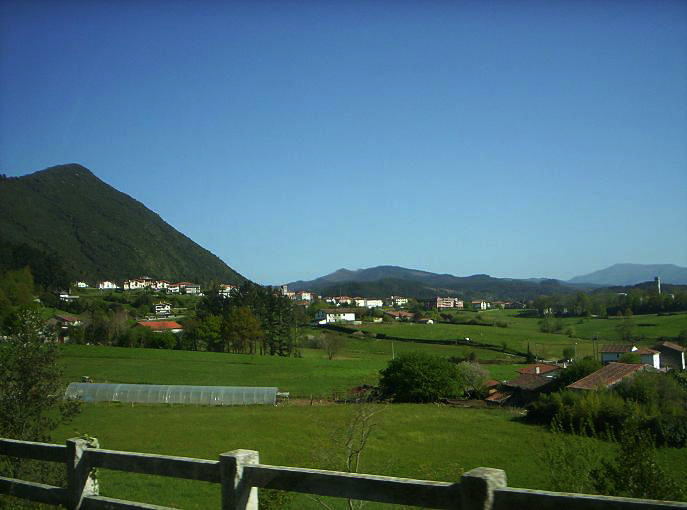
Артеага